# ジグムント・ストヨフスキ
ジグムント・デニス・アントニ・ヨルダン・デ・ストヨフスキ（Zygmunt Denis Antoni Jordan de Stojowski, 1870年5月4日 – 1946年11月5日）は、ポーランドのピアニスト、作曲家。20世紀になると渡米し、ニューヨークを拠点に、いわば第二の故郷として活動を続けた。

## 生涯
キェルツェ近郊に生まれ、母マリエから音楽の手ほどきを受けた後、ポーランドの作曲家ヴワディスワフ・ジェレニスキに師事する。クラクフにおいて、17歳のまだ学生だったうちに、地元のオーケストラと共演してベートーヴェンの《ピアノ協奏曲 第3番》を弾き、演奏会ピアニストとしてデビューを果たす。
18歳でパリに留学して、ピアノをルイ・ディエメに、作曲をレオ・ドリーブとテオドール・デュボワに師事。2年後にパリ音楽院においてピアノ演奏および対位法とフーガで首席となる。しかしながら1901年12月にワルシャワの雑誌に掲載されたストヨフスキへのインタビューによると、恩師として最も深い影響を受けたのは、ヴァイオリニストのヴワディスワフ・グルスキと、1891年より師事したピアニストのイグナツィ・ヤン・パデレフスキであったという。パリ音楽院在籍中は、ソルボンヌ大学にも通って哲学・歴史・文学を修めた。
1891年にパリのサル・エラールにおける演奏会で、バンジャマン・ゴダールの指揮によって自作の《ピアノ協奏曲 第1番》を上演し、作曲家や演奏家としての国際的な活躍にとりかかる。その後はドイツやイングランドの最も重要なオーケストラとも共演し、そのさい自作を上演して大成功を収めた。1898年7月9日にライプツィヒのパデレフスキ国際コンクールにおいて《交響曲 ニ短調》作品21により優勝し、マウリツィ・ザモイスキ・コンクールでは《ポーランド幻想曲》によって準優勝となった。当時のストヨフスキの作風は、ブラームスやチャイコフスキーの影響がとりわけ顕著であった。
1901年11月5日に、ワルシャワ・フィルハーモニー管弦楽団の第1回演奏会において、エミル・ムイナルスキの指揮により、ストヨフスキの《交響曲》作品21が取り上げられ、コンクールを勝ち抜いた作品として演奏会当日の目玉となった。12月のワルシャワ・フィルハーモニー管弦楽団の演奏会では、ストヨフスキがソリストとして出演し、翌1902年1月にも再び出演し、十八番のサン＝サーンスの《ピアノ協奏曲 第4番》を上演した。
1905年10月に渡米し、ハロルド・バウアーとパブロ・カザルスに推挙され、フランク・ダムロッシュが開設したばかりの音楽芸術研究所（ジュリアード音楽学校の前身）の教員に就任するかたわら、ごくわずかな期間でピアニストとして名を揚げた。早くも1906年にカーネギー・ホールにおいてフランク・ダムロッシュ指揮のニューヨーク交響楽団と共演し、サン＝サーンスの《ピアノ協奏曲 第4番》を弾いた。
幅広い演奏活動に加えて、教育活動にも勤しむ。1911年まで音楽芸術研究所の教壇に立ち、その後は1917年までフォン・エンデ音楽学校の校長に就任した。最終的には、入門志願者のあまりの多さに、マンハッタンの4階建ての自宅に「ストヨフスキ音楽塾（Stojowski Studios）」を開いた。また、米国およびカナダ・南米の各地で夏季講習会やマスタークラスを主宰し、1940年から1946年までジュリアード音楽学校でも夏季講習会を催した。
ストヨフスキの最も重要な門人に、アレクサンデル・ブラホツキ (Aleksander Brachocki)、アントニア・ブリコ、フィリダ・アシュリー、オスカー・レヴァント、ミッシャ・レヴィツキ、アーサー・レッサー、アルフレッド・ニューマン、ギオマール・ノヴァエス、ハリエット・ウェア、ルイサ・マティルデ・モラレス＝マセドがいる。モラレス＝マセドはストヨフスキと結婚した女性ピアニスト・作曲家で、1930年代末まで教師としても活躍した。彼女との間にもうけた3人の息子（1919年生まれの長男アルフレッド、1921年生まれの次男ヘンリー、1923年生まれの三男イグナス）を、ストヨフスキは「自分の3つの傑作」と呼んでいた。
ニューヨークでは、偉大な音楽家や名伯楽として称賛され、ニューヨーク・フィルハーモニー管弦楽団によって演奏会で自作を取り上げてもらうことのできた最初のポーランド人作曲家という栄誉にあずかった。

## 主要作品
- 交響曲
- ヴァイオリン協奏曲
- ピアノ協奏曲第1番 嬰ヘ短調 作品3（1890年）
- ピアノ協奏曲第2番変イ長調『プロローグ、スケルツォと変奏曲』 作品32（1910年）
- ピアノと管弦楽のための交響的狂詩曲 Rhapsodie symphonique
- チェロと管弦楽のためのコンツェルトシュテュック
- 室内楽曲（多数）
- ピアノ曲（多数）
- カンタータ（2曲）
- 声楽曲（多数）